# Serval
För den franska kommunen, se Serval, Aisne.
Serval (Leptailurus serval) är ett mellanstort afrikanskt kattdjur som fortfarande är ganska vanligt söder om Sahara. Den förekommer främst på savannen där den jagar små bytesdjur som gnagare, harar och fåglar. Eftersom den behöver konstant tillgång till vatten undviker den att bosätta sig i öknar och halvöknar. Vuxna servaler blir upp till 1,6 meter långa och når en maxvikt på 18 kilogram. Arten hotas genom habitatförstöring och jakt men tills vidare är beståndet stabilt. Genom korsning med tamkatter har servalen givit upphov till en ny kattras, savannah.

## Utseende, anatomi och läte
Servalen når en kroppslängd (huvudet och bålen) på 70–100 cm samt en mankhöjd av 54–62 cm. Den är därmed cirka 20 cm högre än den sydamerikanska ozeloten, som har ungefär samma kroppslängd, och servalen är också cirka 12 cm högre än ökenlon, som har nästan samma kroppsvikt. Servalens svans blir ungefär 40 cm. Vuxna honor når en vikt på 7–12 kg medan hannar når 9–18 kg.
Servalen är slank, har proportionellt mycket stora öron, långa ben och en fläckig päls lik gepardens. Servalen är även randad, framförallt runt nacke och hals. På grund av deras varierande pälsmönster beskrevs de olika populationerna under 1800-talet som självständiga arter. Senare sammanfattades de till en enda art. Melanistiska (svarta) servaler förekommer ibland, då oftast i områden med våtmarker i bergstrakter på 2 440-2 750 meter över havet. Någon enstaka vit serval har fötts i fångenskap.
Servalen har, jämfört med övriga kroppen, längst extremiteter av alla kattdjur. Det beror främst på artens förstorade mellanfotsben. Även tårna är förstorade och ovanligt rörliga. Med sina kraftiga böjda klor har den lätt att fånga små bytesdjur, tänderna är däremot svagare än hos ökenlon.
Liksom flera andra kattdjur kan servalen spinna. Den har även kvittrande, väsande, kacklande, morrande och jamande läten.

## Utbredning och habitat
Servalen förekommer uteslutande i Afrika där den söder om Sahara har ett vidsträckt utbredningsområde. Arten förekommer i ett flertal länder från Senegal i väst och Somalia i öst till södra Sydafrika. Detta kattdjur ställer flera krav på sitt utbredningsområde och därför lever den inte i alla områden i den nämnda regionen. I den sydafrikanska Kapprovinsen är arten utdöd.
Förr var servalen vanlig även i Marocko, Algeriet och Tunisien. I Algeriet iakttogs den sista individen 1880 och där betraktas den som utrotad. Statusen för beståndet i Marocko och Tunisien är oklart, och de senaste dokumenterade observationerna i detta område gjordes under 1970-talet.
Habitatet utgörs främst av gräsmarker. Arten behöver färskvatten och en vegetation som främst består av gräs och bladvass. I öknar och halvöknar saknas arten. Det enda undantaget är strandlinjerna av vattendrag som korsar dessa torra regioner. Arten observeras vid enstaka tillfällen i skogsmark, som då inte får vara alltför tät. I västra Centralafrikas regnskogar saknas servalen helt. När djuret har vatten, föda och gömställen spelar klimatet ingen avgörande roll. Arten lever till exempel i träskmarker i Aberdare nationalpark i Kenya som delvis ligger 3 000 meter över havet. I regionen Natal Midlands i KwaZulu-Natal i Sydafrika, som regelbundet får minustemperaturer under vintern och där det ibland förekommer snöfall, förekommer den likaså.

## Ekologi

### Aktivitet och revir
Servalen beskrivs i vissa avhandlingar som nattaktiv men artens aktivitetstider påverkas främst av människans och av bytesdjurens beteende. I regioner där det finns större nattaktiva rovdjur som jagar samma byten flyttar servalen sin jakt till dagen. Där arten är ostörd, som i Ngorongorocalderan, letar den efter föda främst tidigt på morgonen och under senare eftermiddagen. Dessutom jagar den under natten. Enligt studien var arten främst aktiv var tredje timme. Under dagens hetaste timmar vilar servalen i skuggan. Dessa aktivitetsmönster bekräftades av studier som gjordes på 6 individer med hjälp av radiosändare i de sydafrikanska KwaZulu-Natal Midlands. Vid dimmigt eller molnigt väder flyttades jakten även till andra tider på dagen. I Rustenburg Nature Reserve som ligger nära den sydafrikanska staden Rustenburg var servalerna däremot huvudsakligen aktiva på natten.
Individerna lever största delen av livet ensamma. Om flera vuxna servaler syns tillsammans är det antingen under parningsleken eller också utgörs de av honor tillsammans med sina nästan självständiga ungar. Studier av individernas revir finns främst från Ngorongorocalderan. Där är honornas revir minst 9,5 kvadratkilometer stort och hannarnas revir endast något större, 11,5 kvadratkilometer. I regioner med dålig tillgång till byten kan honornas revir öka till 19,8 km² och det största reviret för en hanne dokumenterades till 31,5 km². Honornas revir överlappar varandra något. Servalen, främst hanar, lämnar doftmärken med urin vid revirets gränser. En hanne i Ngorongorocalderan lämnade 41 doftmärken per timme, under loppet av 12 timmar.

### Jakt och föda

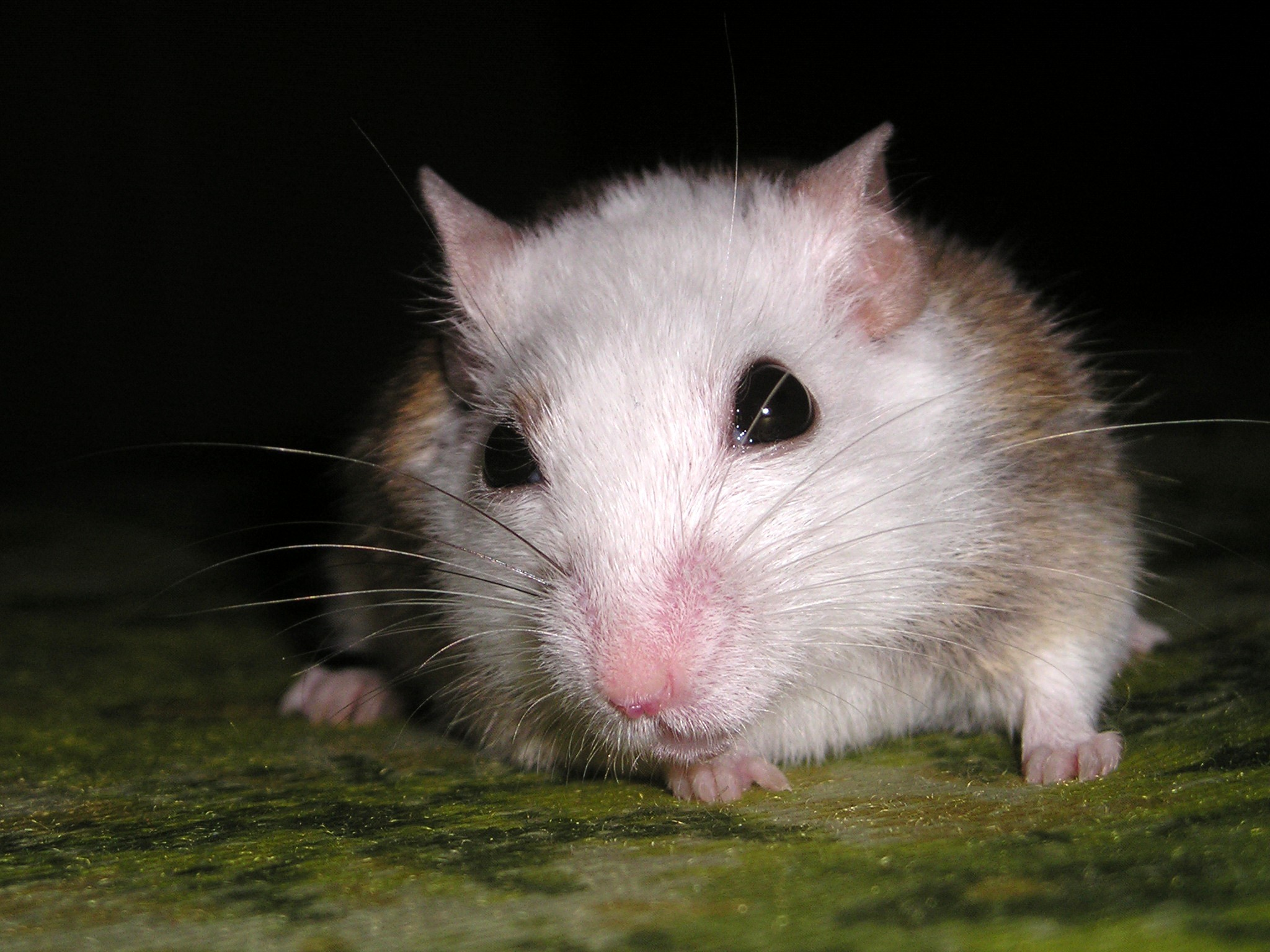
Möss som Mastomys coucha tillhör servalens vanligaste byten.

Med sina långa ben är servalen specialiserad på att jaga små däggdjur i högt gräs. 90 procent av kattdjurets byten utgörs av däggdjur som väger mindre än 200 gram. Små fåglar, ödlor, ormar, groddjur och insekter är likaså vanliga bytesdjur. I Zimbabwe utgörs dess främsta byten av möss av släktet Mastomys, som väger mellan 20 och 80 gram, samt möss av släktet Otomys, som väger mellan 100 och 200 gram. I Tanzania utgör den endast 5 gram tunga afrikanska dvärgmusen (Mus minutoides) en viktig näringskälla. I sällsynta fall har man iakttagit individer som fångat större byten som harar, hyraxar, flamingor, dykarantiloper eller ungar av andra antiloper. Individer i fångenskap har visat sig ha en god förmåga att fånga fisk med framtassarna och i magsäcken hos vilda servaler har man funnit grodor, sjöfågel och krabbor.
Under jakten vandrar servalen vanligen långsamt genom reviret och stannar då och då för att lyssna efter bytesdjur. Ibland sitter de ned för att lyssna efter bytets läten. Sedan kattdjuret lokaliserat ljudet smyger den fram och hoppar sedan som en rödräv med ett högt hopp på bytet. Skuttet kan vara 3,6 meter långt från stillastående position. Rovet fångas med den ena eller båda framtassarna. Om första försöket misslyckas hoppar servalen flera gånger med utsträckta extremiteter. Denna jaktmetod är kännetecknande för arten. Med sina rörliga tassar har den dessutom förmåga att fånga gnagare i deras tunnlar. Mera sällan gräver den efter bytesdjur som gömmer sig efter ett misslyckat jaktförsök. En ung hanne dokumenterades vila på bakbenen när den försökte fånga fågelungar i ett rede. Ormar dödas med kraftiga slag med framtassen eller genom flera snabba bett. Huvudsakligen unga servaler leker med födan innan den sväljs. Under dessa lekar kastas föda ibland i luften för att fångas igen.
På grund av servalens utmärkta språngförmåga kan den också fånga fåglar i luften. Den griper lyftande fåglar med sina framtassar och landar sedan på bakfötterna. I vissa fall hoppar servalen upp 2 till 3 meter i luften för att nå bytet. Servalen är rätt effektiv under jakten och får tag i bytet vid 50 % av alla försök (under natten till och med vid 67 %). För de flesta andra kattdjur är bara vart tionde försök framgångsrikt.
Honor med ungar födosöker vanligtvis nära boet men behöver nästan dubbelt så lång tid för födosöket jämfört med honor utan ungar. När ungarna blir självständiga utvidgas området för födosöket.

### Fortplantning och nativitet

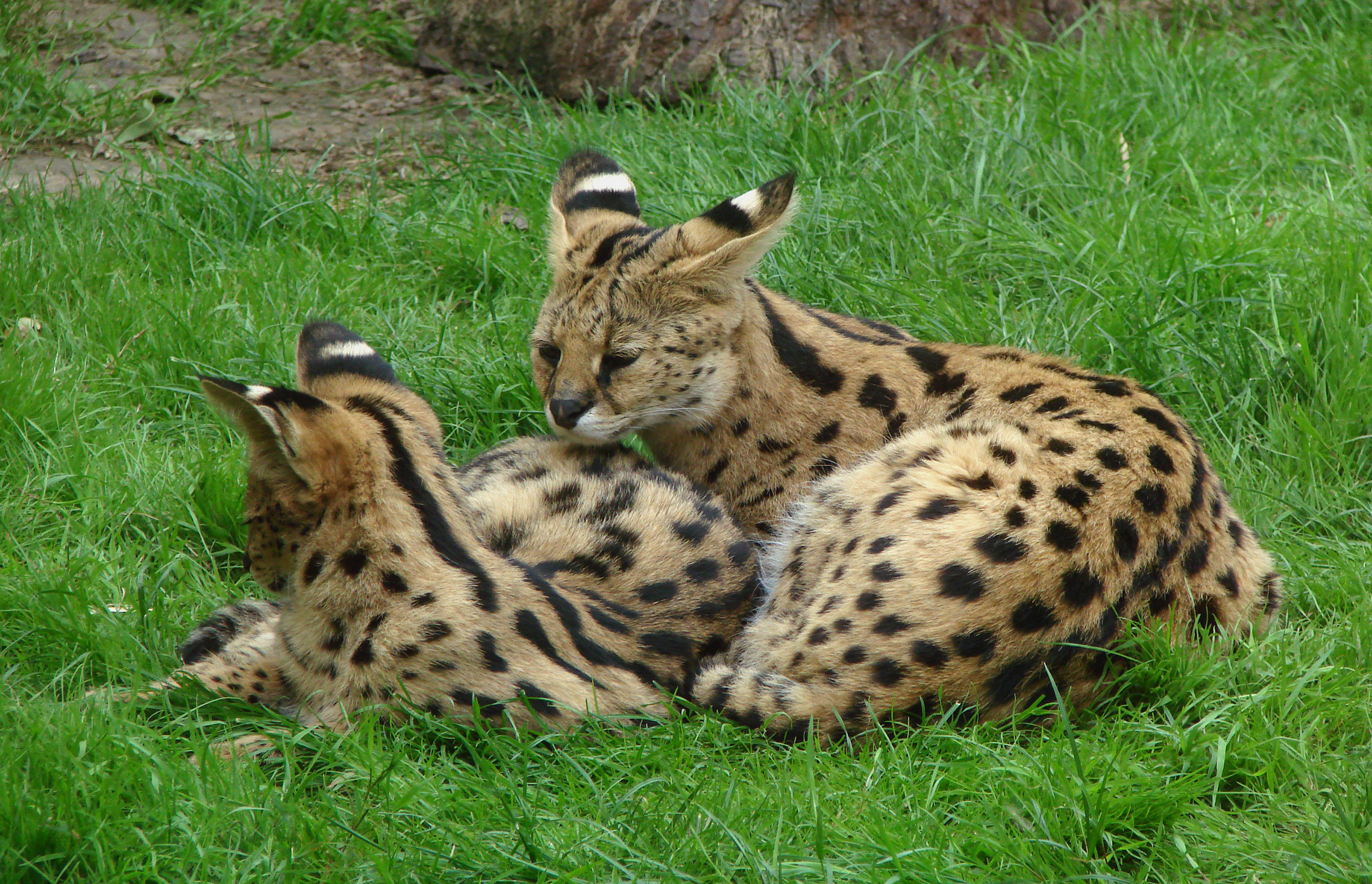
Två unga servaler i fransk djurpark.

Honan är parningsberedd under en till fyra dagar. Hon meddelar sig med ett jamande läte som hörs över ett stort område. Efter dräktigheten, som vanligen varar 74 dagar, föder honan i de flesta fall två ungar, men kullar med upp till fyra ungar har registrerats. Sett utifrån hela dess utbredningsområde föder servalen ungar under hela året men lokalt är födslarna generellt kopplade till gnagarnas fortplantning. Födslarna sker i allmänhet en månad innan gnagarna får sina ungar. I Ngorongorocalderan föds därför de flesta servalerna under september till november. Under denna tid avslutas också vanligtvis torrperioden. I Botswana sker ungarnas födelse däremot främst under regnperioden.
Vilda servaler får vanligen bara en kull per år men under optimala förhållanden kan de få två kullar. Hos servaler i fångenskap är två kullar mera vanligt. I fångenskap kan även ungarna tas från honan och i dessa fall (eller när ungarna dör) kan honan få tre till fyra kullar per år. För honor som själva föder upp sina ungar är tiden mellan två kullar minst 184 dagar.
Ungarna föds dolda i högt gräs eller på andra skyddade platser, till exempel i övergivna bon av jordvarg eller jordpiggsvin. Om liknande platser saknas kan det räcka med skyddet av en buske. Vid födelsen väger ungarna cirka 250 gram, är blinda och hjälplösa, samt har en ullig päls som är gråare än hos vuxna individer. ungarna öppnar sina ögon efter 9 till 13 dagar och börjar efter ungefär en månad med fast föda. När de är cirka 6 månader gamla utvecklas deras permanenta rovdjurständer och de börjar jaga självständigt. Ungarna lämnar honan efter ungefär ett år och blir könsmogna ett till två år efter födelsen.
Livslängden i naturen är upp till tio år och i fångenskap upp till tjugo år.

## Systematik

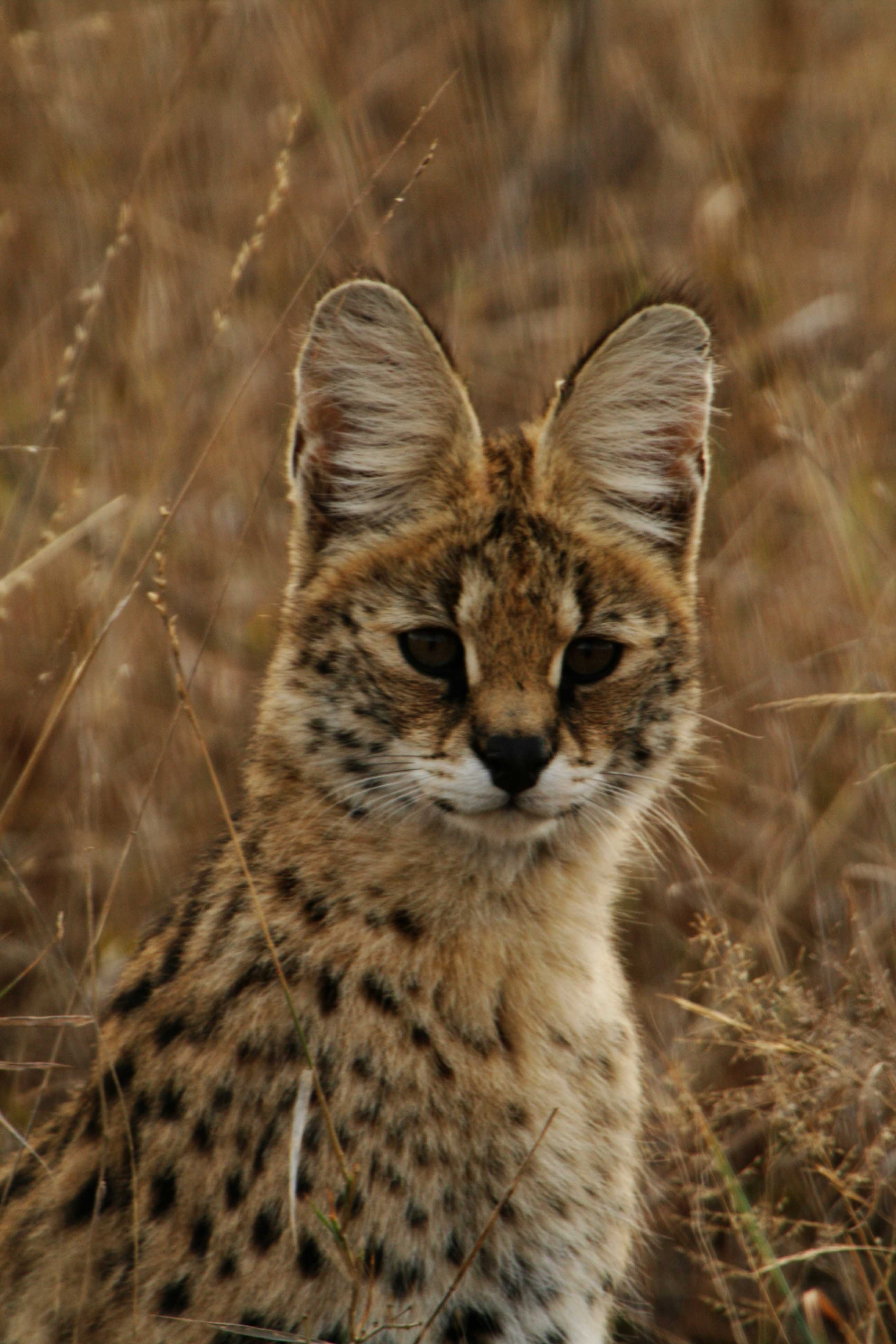
Serval fotograferad i Sabi Sands i Sydafrika. Notera de stora öronen som är anpassade för att kunna lokalisera små byten med hörseln.

Servalen tillhör de mindre kattdjuren (Felinae). Den är nära besläktad med ökenlo (Caracal caracal) och afrikansk guldkatt (Profelis aurata) som alla utvecklats från en gemensam förfader för ungefär 5,4 miljoner år sedan.
Servalen beskrevs första gången 1776 av Johann Christian Daniel von Schreber under det vetenskapliga namnet Felis serval. Samma år omplacerade Schreber arten till släktet Caracal för dess likheter med ökenlon. Idag placeras servalen i det egna släktet Leptailurus som först beskrevs 1858 av Nikolaj Severtsov.
Servalens namn härstammar, via franskan, från latinets cervālis som betyder "hjortlik", från latinets cervus som betyder "hjort", och refererar till servalens långa ben. Enligt andra etymologiska avhandlingar som Concis Oxford Dictionary of Word Origins gick namngivningen möjligen över mellansteget lodjur som på portugisiska heter lobo-cerval. Släktnamnet Leptailurus är ett sammansatt ord som härstammar från grekiskan, där första delen "lepta" betyder liten, och andra delen "ailur" betyder katt.
Enligt Wilson & Reeder (2005) skiljs mellan 18 underarter:
- L. s. serval (Schreber, 1776) - förekommer i Kapprovinsen
- L. s. beirae (Wroughton, 1910) - förekommer i Moçambique
- L. s. brachyurus (Wagner, 1841) - förekommer i Västafrika, Sahel, Etiopien
- L. s. constantinus (Forster, 1780) - förekommer i Algeriet (utrotningshotad)
- L. s. faradjius (J. A. Allen, 1924) - förekommer i nordöstra Kongo-Kinshasa
- L. s. ferrarii (de Beaux, 1924) - förekommer i södra Somalia
- L. s. hamiltoni (Roberts, 1931) - förekommer i östra Transvaal
- L. s. hindei (Wroughton, 1910) - förekommer i Tanzania
- L. s. kempi (Wroughton, 1910) - förekommer i Uganda
- L. s. kivuensis (Lönnberg, 1919) - förekommer i Kongo-Kinshasa
- L. s. lipostictus (Pocock, 1907) - förekommer i norra Angola
- L. s. lonnbergi (Cabrera, 1910) - förekommer i södra Angola
- L. s. mababiensis (Roberts, 1932) - förekommer i norra Botswana
- L. s. pantastictus (Pocock, 1907)
- L. s. phillipsi (G. M. Allen, 1914) - förekommer i höglandet i Etiopien
- L. s. pococki (Cabrera, 1910) - förekommer i Senegal
- L. s. robertsi (Ellerman, Morrison-Scott & Hayman, 1953) - förekommer i västra Transvaal
- L. s. togoensis (Matschie, 1893) - förekommer i Togo, Benin

Det råder ingen konsensus kring underarternas taxonomi och många auktoriteter slår ihop vissa underarter. Sällsynt behandlas servalen som en monotypisk art som uppvisar ett antal varianter.

## Servalen och människan

### I kulturen

Serval i porslin.

Servalen, på italienska gattopardo, var symbol för furstefamiljen Tomasi av Lampedusa. En av familjens mer kända medlemmar, Giuseppe Tomasi di Lampedusa, skrev den välkända italienska 1900-talsromanen Il Gattopardo som dock har översatts till Leoparden.

### Sällskapsdjur
Trots att servalen är en vild kattart hålls den ibland som sällskapsdjur såsom tamkatten. I de flesta amerikanska stater är det förbjudet att hålla vilda kattdjur som sällskapsdjur, varför uppfödare uppmanar intresserade att säkerställa tillstånd innan köp inleds. Priset ligger vid cirka $3200. Servaler i fångenskap är kända för att skapa starka band till sina ägare. De är intelligentare och mer aktiva än en vanlig tamkatt.
Människan har genom avel korsat serval med tamkatt och fått fram kattrasen savannah.
Servalen är vanlig i djurparker över hela världen och idag är nästan alla individer i dessa födda i fångenskap.

### Status och hot

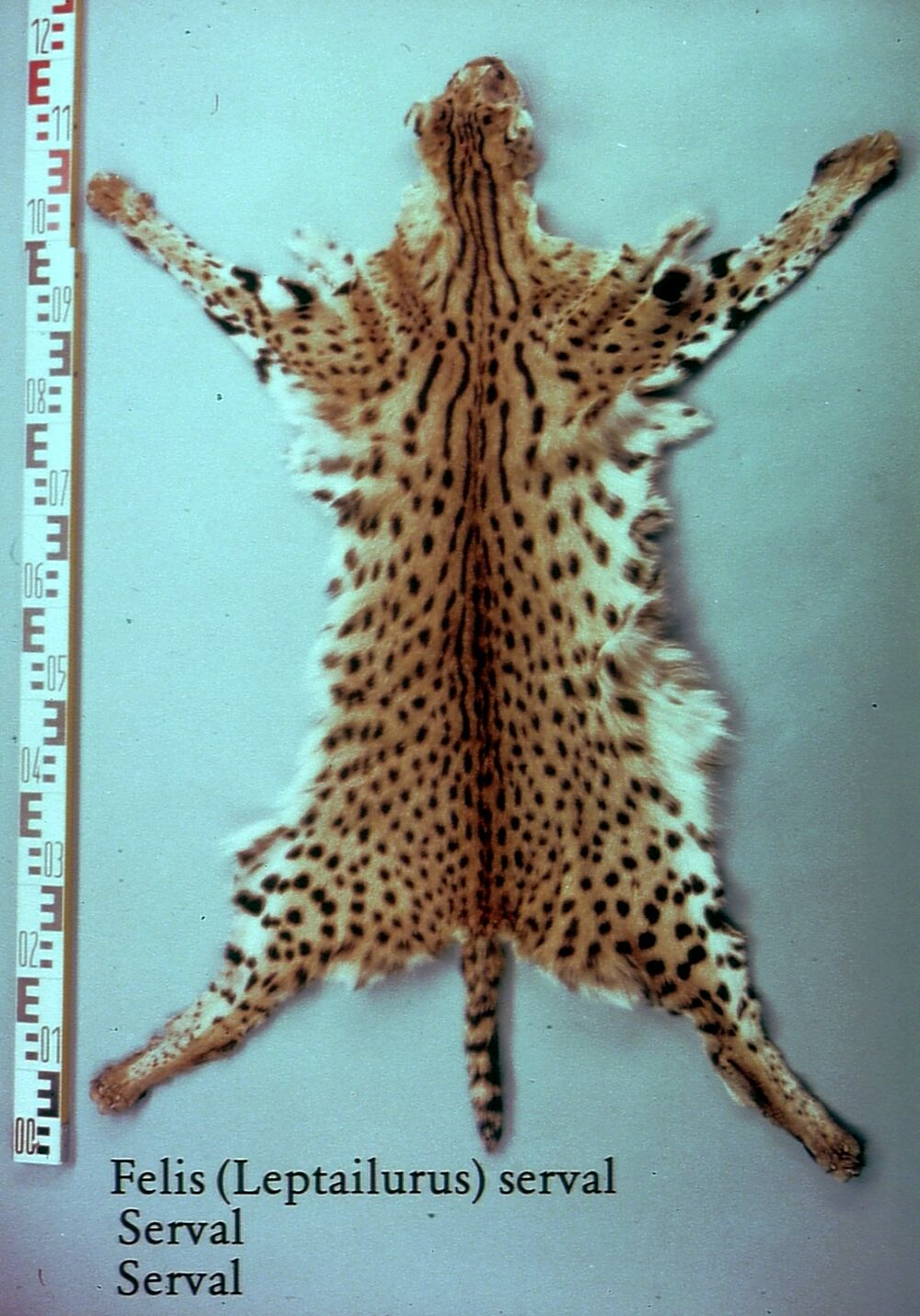
Servalens päls.

Servalens bestånd minskade länge då människan exploaterade artens levnadsområden, men idag betraktas den globala populationen som stabil. Servalen jagas även för pälsens skull eller för kroppsdelar som tillskrivs läkande egenskaper. Söder om Sahara är arten med vissa undantag vanlig och populationen ökade till och med i vissa regioner. CITES listar arten i appendix 2 med beskrivningen "den hotas inte nödvändigtvis av utrotning just nu, men det kan bli så om handeln inte kontrolleras noga". Utvecklingen i norra Afrika är oklar (se utbredning). Den underart som lever där listas enligt Endangered Species Act som starkt hotad (EN). Servalen förekom till exempel ursprungligen i Tunisien, men det bestånd som finns där idag består troligen bara av återintroducerade individer.
Förutom människan har servalen inga naturliga fiender. Den konkurrerar med större rovdjur som hyenor och leoparder om samma revir och byten. När en individ känner sig hotad rusar den iväg med skutt som ska förvirra inkräktaren.